# 半穹冰原島峰
82°27′S 159°14′E / 82.450°S 159.233°E
半穹冰原島峰（英語：Half Dome Nunatak），是南極洲的冰原島峰，位於沙克爾頓海岸，處於科巴姆山脈以南4公里，由新西蘭的探險隊命名，現時由南極條約體系管理。